# Евротамандуа
Евротамандуа (лат. Eurotamandua, буквально: европейский тамандуа) — род вымерших млекопитающих, живших во времена раннего эоцена (около 49 млн лет назад). К роду относят один вид — Eurotamandua joresi, известный по единственному экземпляру, обнаруженному в мессельском карьере.
Название «евротамандуа» было выбрано из-за сходства с современными муравьедами рода тамандуа.

## Описание
Животное около 90 см в длину, с длинным и цепким хвостом. 
Питался, по-видимому, муравьями и/или термитами, поскольку обладал характерными признаками млекопитающих-мирмекофагов: длинными когтями и сильно вытянутой мордой.

## Систематика
Некоторое время после обнаружения  евротамандуа считался муравьедом, поскольку не обладал характерными для панголинов чешуями.  Потом его отнесли к панголинам, основываясь на том, что строение суставов евротамандуа отличается от строения суставов неполнозубых (таких, как муравьеды).
Тем не менее, такая классификация не окончательна — имеется и третья возможность: евротамандуа может относиться к группе Аfredentata в составе афротериев, наряду с другим ископаемым мирмекофагом Euromanis krebsi.